# David Mora
David Mora Jiménez (Madrid, 5 de febrero de 1981) es un torero español.

## Historia taurina
Cuando tenía catorce años le dijo a su familia que quería ser torero y en 1995 se apunta la Escuela Taurina de “La Princesa” en Alcorcón en la que permanece dos años formándose y tomando contacto en el toro. En 1998 ingresa en la Escuela Taurina de Madrid hasta su debut con caballos en 2001.
Siendo alumno de la Escuela debutó de luces el 14 de agosto de 1999 en la Plaza de toros de Griñón en un certamen de novilladas, que finalmente acabaría ganando, compartiendo cartel con Daniel Sastre y Miguel Ángel Cañas.
El 5 de junio de 2012 sale por la Puerta Grande de la Plaza de Toros de Las Ventas de Madrid donde lidió toros de Valdefresno en la Feria de San Isidro, compartiendo cartel con Curro Díaz y César Jiménez. Vistió un terno verde esperanza y oro.
El 10 de julio de 2012 sale por la Puerta Grande de la Plaza de Toros de Pamplona donde lidió toros de El Pilar en la Feria de San Fermín.
El 20 de mayo de 2014, en la Plaza de Toros de Madrid, sufrió una cogida de un toro de El Ventorrillo que a punto estuvo de retirarle de los ruedos, en una de las tardes más dramáticas que se han vivido en los últimos años. Los tres toreros acabaron en la enfermería. Todo ello sucedió en el primer toro, cuando fue a recibirlo a la puerta de toriles.
El 24 de mayo de 2016 sale por la Puerta Grande de la Plaza de Toros de Madrid donde lidió toros de Alcurrucén en la Feria de San Isidro.

## Distinciones
El madrileño ha recibido varios trofeos y distinciones:
- XII edición del Trofeo "Frascuelo de Plata" en la feria de novilladas de Moralzarzal (2005).
- Mejor novillero en Madrid por Casa Porche (2005).
- Trofeo Peña Taurina Antonio Ordóñez por su faena en Nimes.
- Mejor novillero San Isidro 2005 por la Peña Taurina José Cubero "Yiyo" de Canillejas.
- Trofeo "Frascuelo de Plata" de Moralzarzal.